# Epigomphus paulsoni
Epigomphus paulsoni är en trollsländeart som beskrevs av Jean Belle 1981. Epigomphus paulsoni ingår i släktet Epigomphus och familjen flodtrollsländor. IUCN kategoriserar arten globalt som starkt hotad. Inga underarter finns listade i Catalogue of Life.